# Guatteria melinii
Guatteria melinii este o specie de plante angiosperme din genul Guatteria, familia Annonaceae, descrisă de Robert Elias Fries. Conform Catalogue of Life specia Guatteria melinii nu are subspecii cunoscute.